# Carl Maria Seyppel
Carl Maria Seyppel, auch Karl Maria Seyppel (* 28. Juli 1847 in Düsseldorf; † 20. Oktober 1913 ebenda), war ein deutscher Genre- und Bildnismaler, Karikaturist und Schriftsteller.

## Leben

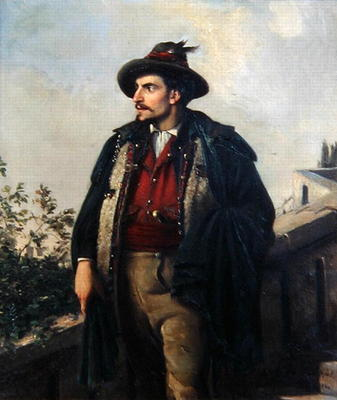
Junger Italiener, 1867

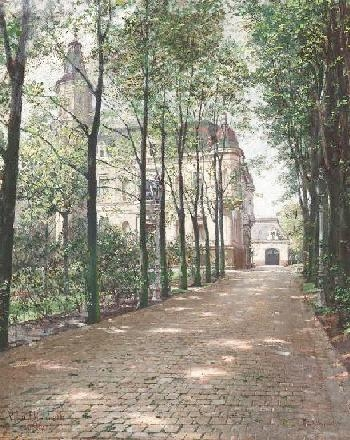
Villa Elisabeth

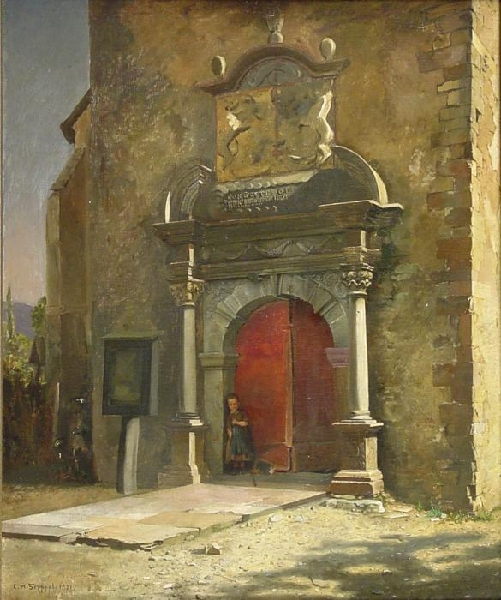
Am Kirchenportal, 1871

Seyppel war ein Sohn von Friedrich Wilhelm Seyppel, eines Beamten der Städtischen Leihanstalt Düsseldorf, und seiner Ehefrau Josefina Dorothea, geborene Tasse. Er trat bereits mit 14 Jahren – durch Vermittlung von Hermann Wislicenus – in die Elementarklasse der Düsseldorfer Kunstakademie ein. Dort waren seine Lehrer Andreas Müller in der Elementarklasse und im Fach Kunstgeschichte, Carl Müller im Antikensaal sowie Rudolf Wiegmann in der Bauklasse. Im November 1866 wechselte er in die Kompositionsklasse unter Karl Ferdinand Sohn. Das 1867 in der Meisterklasse entstandene Bild Junger Italiener gilt als das erste von Seyppel selbständig gemalte Werk. Ebenfalls noch während der Studienzeit entstand 1868 Der glückliche Fund. Nach Sohns Tod setzte Seyppel sein Studium bei Julius Roeting und Eduard Bendemann fort. Die Auseinandersetzung mit der niederländischen Malerei des 17. Jahrhunderts verschaffte ihm neben einer gründlichen Technik auch ein feines Tonempfinden. Nur kurze Zeit arbeitete er 1870 im Atelier von Ludwig Knaus. Nach kurzem Einsatz während des Deutsch-Französischen Kriegs 1870/71 als Krankenpfleger in Lazaretten bei Trier und Metz unternahm er Studienreisen an Rhein und Mosel, nach Westfalen und Oberbayern, in den Schwarzwald sowie nach England und in die Niederlande. 1898 reiste er mit Heinrich Petersen-Angeln und Gustav Adolf Schweitzer nach Paris.
Mit seinen Werken war Seyppel regelmäßig in Ausstellungen im In- und Ausland vertreten. Vom Kaiser-Friedrich-Museum in Magdeburg wurde 1887 das Gemälde In zwei Zügen matt angekauft, das er daraufhin 1889 wiederholte. Der Leierkastenmann (1880) gelangte in die Niedersächsische Landesgalerie Hannover, den Rosenkranzverkäufer erwarb das Städtische Museum in Bonn.
Seyppel war zeitlebens in Düsseldorf tätig. Er war dort 1873 bis 1913 Mitglied und 1898 Präsident des Künstlervereins Malkasten, sowie Mitglied der akademischen Künstlervereinigung Orient. Auch im Vorstand des Düsseldorfer Geschichtsvereins war er engagiert. Seyppel malte Landschaften, etwa Straße an der Mosel (1870), Mühle am Niederrhein (1872), Windmühle bei Zons (1870), und Bildnisse, insbesondere die von Düsseldorfer Malerkollegen, bevorzugt jedoch humoristische Szenen aus dem Volksleben. Für ein Restaurant schuf er das Wandbild Die Wolfsschlucht. Bekannt wurden auch seine auf „Mumienpapier“ gedruckten „altägyptischen“ Humoresken, eine Vorform der Comics, die ab 1882 entstanden. In dieser Zeit stand er mit dem Ägyptologen und Schriftsteller Georg Ebers in Briefkontakt. Mit Texten und/oder Illustrationen beteiligt war er weiterhin an Vom Storchennest bis zur Schule (Kinderbuch, 1881), Kneipepistel § 11 (1881), Mein Buch (1884), Carmen Silva (Gedenkblätter der Königin von Rumänien), und Deutsche Märchen für Jugend und Volk (1887). Für den Künstlerverein Malkasten zeichnete er die Bildnisse seiner Malerkollegen, entwarf Theaterplakate für mehrere „Bummelstücke“, in denen er auch selbst mitspielte, und verfasste humorvolle Gedichte.
1893 stellte Seyppel in der Düsseldorfer Kunsthandlung von Eduard Schulte sechs Parodien auf eine vor kurzem erfolgte norwegische Ausstellung aus, darunter Mitternachtsonne, davor ein Kopf, mit lichtdurchschienenen Ohren, Das gelobte Land, Nach Krefeld und Nach Duisburg. Anlass war die Ausstellung von Werken des norwegischen Malers Edvard Munch, die nach dem Abbruch der Ausstellung in Berlin 1892 in Düsseldorf gezeigt worden war. Sie hatte eine Auseinandersetzung innerhalb der Künstlerschaft ausgelöst und schließlich zur Abspaltung der Freien Künstlervereinigung meist jüngerer Künstler vom Künstlerverein Malkasten geführt. Seyppel teilte offenbar die konservativen Auffassung der älteren Generation.
Verheiratet war Seyppel mit Helene, geborene Brunstering. Aus der Ehe gingen fünf Kinder hervor. Sein Bildnis für die Künstlergalerie des Künstlervereins Malkasten schuf sein Sohn, der Düsseldorfer Maler Hans Seyppel.

## Archivalien
- Handschriftlicher Lebenslauf (Lebenserinnerungen), 19. April 1922; Gedichte; Zeitungsausschnitte; Fotografie: Düsseldorf, Künstlerverein Malkasten.

## Werke (Auswahl)

### Gemälde, Zeichnungen, Plakate

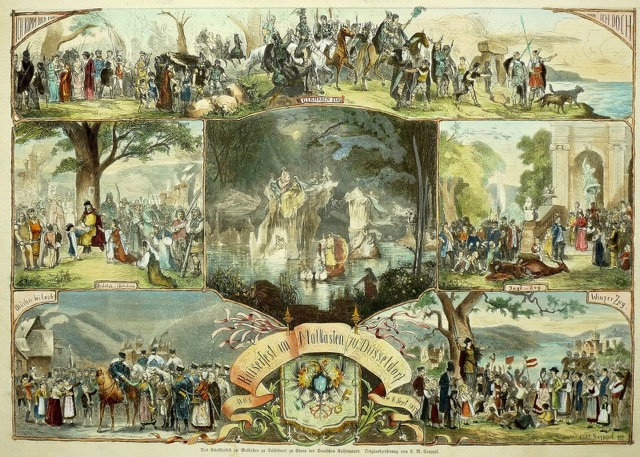
Kaiserfest, 1877, kolorierter Holzstich

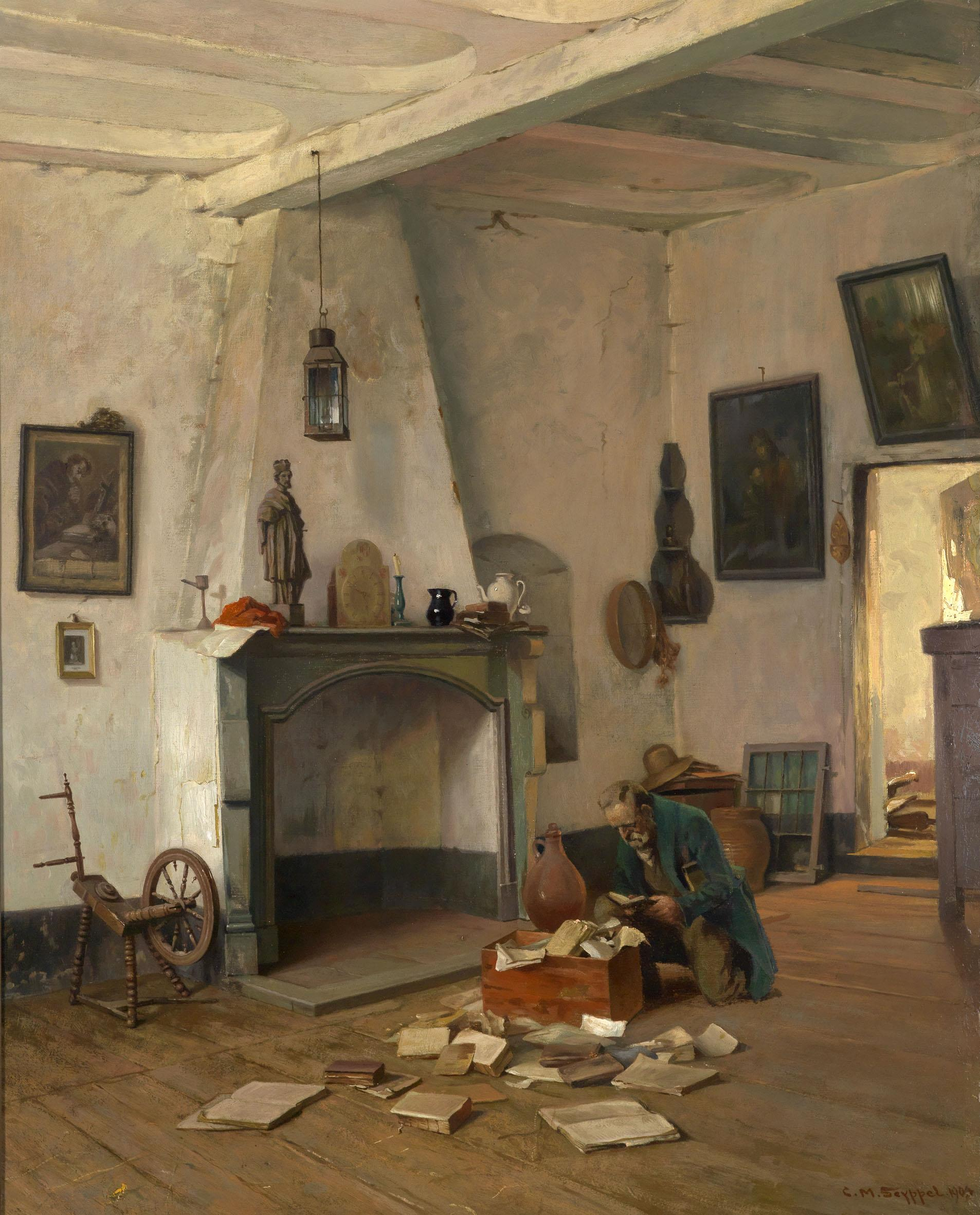
Der Bücherwurm, 1904

- Schwarzwälder Bauernstube (1900/1903), Interieur, Öl (1900/03), Museum Kunstpalast
- Oberstraße in Enkirch, Museum Kunstpalast
- Bildnis Köbes Schieve, Ölgemälde, Künstlerverein Malkasten
- Das Ständchen (1875), Plakat, Künstlerverein Malkasten
- 4 Bleistiftzeichnungen und eine Druckgraphik zum Kaiserfest (1877), Künstlerverein Malkasten
- 1. Tenor von Düsseldorf (1888), farbige Zeichnung, Künstlerverein Malkasten
- Mann mit Monokel (1889), farbige Karikaturzeichnung, Künstlerverein Malkasten
- Vizekönig Tuan Fang (1906), Bleistiftzeichnung, Künstlerverein Malkasten
- Künstlerkarikaturen, etwa Josef Schex im Alter von 58 Jahren (1877), Bleistiftzeichnung, Künstlerverein Malkasten
- Der geheimnisvolle Unbekannte (1878), Plakat, Künstlverein Malkasten
- Das neue Altargemälde[9]
- Der Kouponschneider und Der Flickschneider[10][11]
- Abschiedstrunk vor einem Hause in der Altstadt, Holzschnitt[12]
- Bildnis eines Düsseldorfer Arztes[13]
- Bildnis Karl Heintges (1888)[14]
- Die Klosterrumpelkammer mit vielen Gegenständen und Katzen, Öl auf Leinwand (79 × 63 cm), signiert[15]
- Der Bücherwurm (1904)

### Buchillustrationen und literarische Werke

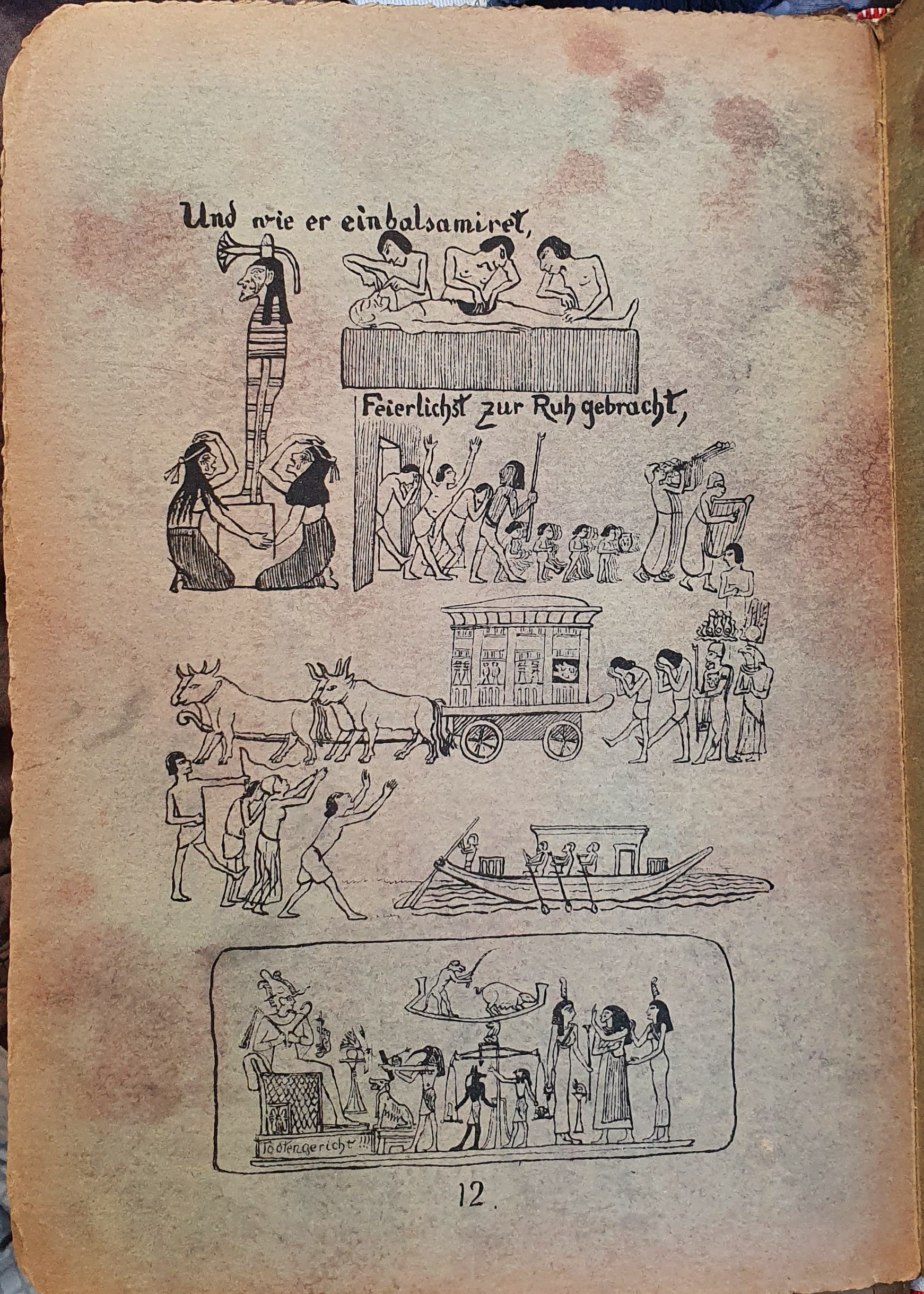
Illustration aus dem Buch Schlau, schläuer, am schläusten, 1882

- Der Blick in’s Jenseits. Eine kitzliche Geschichte in 25 Bildern. Sauernheimer, Düsseldorf 1879 (Digitalisierte Ausgabe der Universitäts- und Landesbibliothek Düsseldorf (ULBD))
- Schlau, schläuer, am schläusten. Bagel, Düsseldorf 1882 (Digitalisierte Ausgabe der ULBD)
- Er sie es. nach der Natur abgemalt und niedergeschrieben. 1302 Jahre vor Christi Geburt. Bagel, Düsseldorf 1883 (Digitalisierte Ausgabe der ULBD)
- Die Plagen. Bagel, Düsseldorf 1884 (Digitalisierte Ausgabe der ULBD)
- Mein Buch. Mit Randzeichnungen von C. M. Seyppel. Bagel, Düsseldorf 1885 (Digitalisierte Ausgabe der ULBD)
- Roi, reine, prince. Récit humoristique égyptien peint et écrit d’apres nature, l’an 1302 avant la naissance de J. C. Bagel, Düsseldorf 1886 (Digitalisierte Ausgabe der ULBD)
- Schmidt und Smith in Lüderitzland. Hottentottisches Blaubuch mit 118 Kritzeleien. Bagel, Düsseldorf 1887 (Digitalisierte Ausgabe der ULBD)
- Rajadar und Hellmischu. Altägyptischer Gesang. S. Fischer, Berlin 1889 (Digitalisierte Ausgabe der ULBD)
- Berühmte Männer des vorigen Jahrhunderts. In chromo stampfo fresco scizo magnetischem Lichtdruck. Stümper, Düsseldorf 1900 (Digitalisierte Ausgabe der ULBD)